# Liste des cantons du Nord

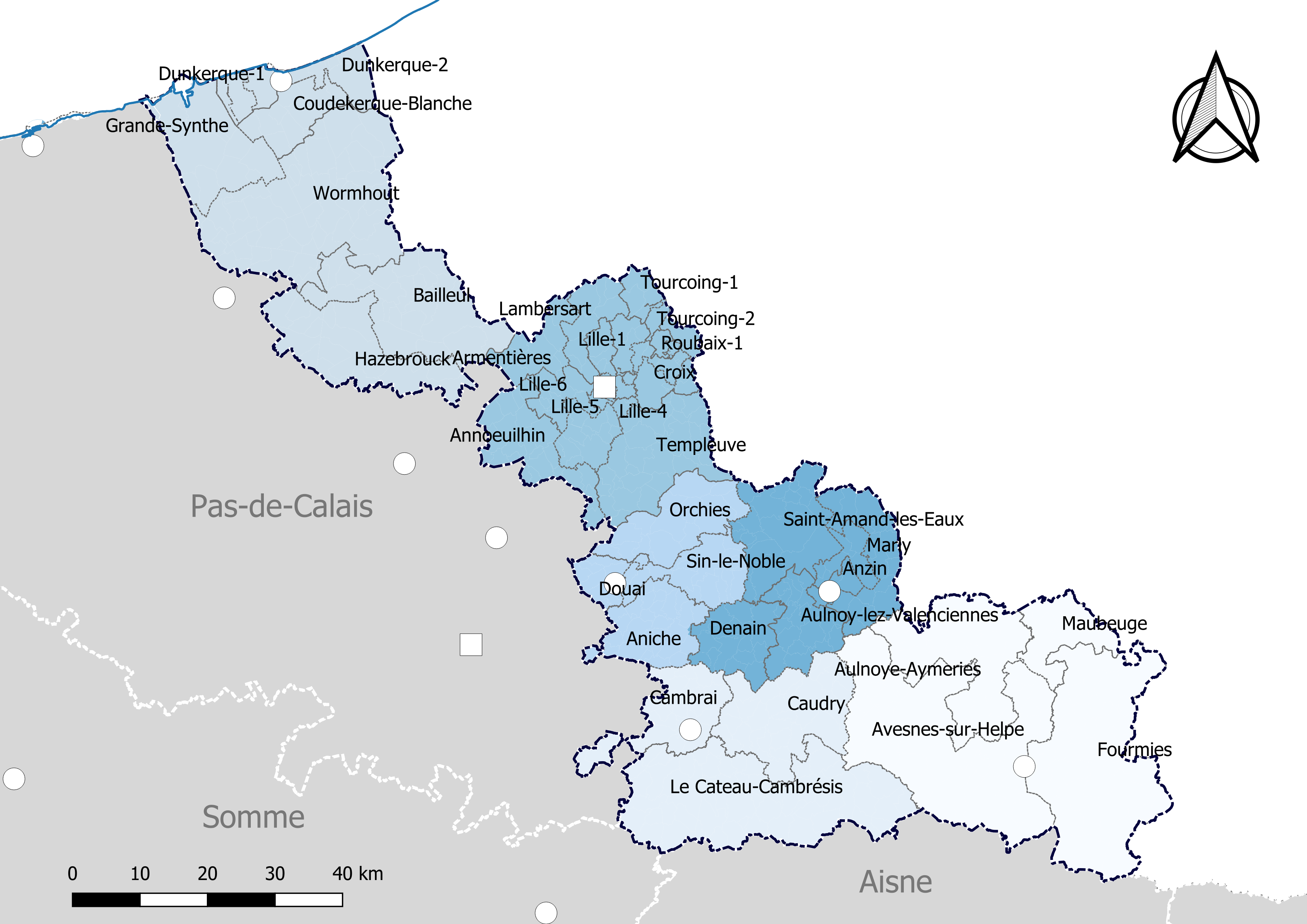
Découpage cantonal du département du Nord, avec en surimpression les arrondissements (en nuances de bleu) - Carte arrêtée au 1er janvier 2019.

Le département du Nord compte 41 cantons depuis le redécoupage cantonal de 2014 (79 cantons auparavant).

## Histoire

### Découpage cantonal de 1991 à 2014
Liste des 79 cantons du département du Nord, par arrondissement :
- Arrondissement d'Avesnes-sur-Helpe (12 cantons - sous-préfecture : Avesnes-sur-Helpe) :
Avesnes-sur-Helpe-Nord - Avesnes-sur-Helpe-Sud - Bavay - Berlaimont - Hautmont - Landrecies - Maubeuge-Nord - Maubeuge-Sud - Le Quesnoy-Est - Le Quesnoy-Ouest - Solre-le-Château - Trélon

- Arrondissement de Cambrai (7 cantons - sous-préfecture : Cambrai) :
Cambrai-Est - Cambrai-Ouest - Carnières - Le Cateau-Cambrésis - Clary - Marcoing - Solesmes

- Arrondissement de Douai (7 cantons - sous-préfecture : Douai) :
Arleux - Douai-Nord - Douai-Nord-Est - Douai-Sud - Douai-Sud-Ouest - Marchiennes - Orchies

- Arrondissement de Dunkerque (16 cantons - sous-préfecture : Dunkerque) :
Bailleul-Nord-Est - Bailleul-Sud-Ouest - Bergues - Bourbourg - Cassel - Coudekerque-Branche - Dunkerque-Est - Dunkerque-Ouest - Grande-Synthe - Gravelines - Hazebrouck-Nord - Hazebrouck-Sud - Hondschoote - Merville - Steenvoorde - Wormhout

- Arrondissement de Lille (28 cantons - préfecture : Lille) :
Armentières - La Bassée - Cysoing - Haubourdin - Lannoy - Lille-Centre - Lille-Est - Lille-Nord - Lille-Nord-Est - Lille-Ouest - Lille-Sud - Lille-Sud-Est - Lille-Sud-Ouest - Lomme - Marcq-en-Barœul - Pont-à-Marcq - Quesnoy-sur-Deûle - Roubaix-Centre - Roubaix-Est - Roubaix-Nord - Roubaix-Ouest - Seclin-Nord - Seclin-Sud - Tourcoing-Nord - Tourcoing-Nord-Est - Tourcoing-Sud - Villeneuve-d'Ascq-Nord - Villeneuve-d'Ascq-Sud

- Arrondissement de Valenciennes (9 cantons - sous-préfecture : Valenciennes) :
Anzin - Bouchain - Condé-sur-l'Escaut - Denain - Saint-Amand-les-Eaux-Rive droite - Saint-Amand-les-Eaux-Rive gauche - Valenciennes-Est - Valenciennes-Nord - Valenciennes-Sud

#### Homonymies
Il n'y a pas d'homonymies pour les cantons de Bailleul-Nord-Est, Bailleul-Sud-Ouest, Merville et Solesmes, mais chacune des communes chefs-lieux a un ou plusieurs homonymes exacts ou partiels.

### Redécoupage cantonal de 2014

Carte des nouveaux cantons du Nord.

Dans la poursuite de la réforme territoriale engagée en 2010, l'Assemblée nationale adopte définitivement le 17 avril 2013 la réforme du mode de scrutin pour les élections départementales destinée à garantir la parité hommes/femmes. Les lois (loi organique 2013-402 et loi 2013-403) sont promulguées le 17 mai 2013. Un nouveau découpage territorial est défini par décret du 17 février 2014 pour le département du Nord. Celui-ci entre en vigueur lors du premier renouvellement général des assemblées départementales suivant la publication du décret, prévu en mars 2015, remplaçant les élections cantonales de 2014 et 2017. Les conseillers départementaux sont élus au scrutin majoritaire binominal mixte. Les électeurs de chaque canton éliront au Conseil départemental, nouvelle appellation des Conseils généraux, deux membres de sexe différent, qui se présenteront en binôme de candidats. Les conseillers départementaux seront élus pour 6 ans au scrutin binominal majoritaire à deux tours, l'accès au second tour nécessitant 10 % des inscrits au 1er tour. En outre la totalité des conseillers départementaux est renouvelée.
Ce nouveau mode de scrutin nécessite un redécoupage des cantons dont le nombre est divisé par deux avec arrondi à l'unité impaire supérieure si ce nombre n'est pas entier impair et avec des conditions de seuils minimaux. Dans le Nord le nombre de cantons passe ainsi de 79 à 41.
Les critères du remodelage cantonal sont les suivants : le territoire de chaque canton doit être défini sur des bases essentiellement démographiques, le territoire de chaque canton doit être continu et les communes de moins de 3 500 habitants sont entièrement comprises dans le même canton. Il n’est fait référence, ni aux limites des arrondissements, ni à celles des circonscriptions législatives.
Conformément à de multiples décisions du Conseil constitutionnel depuis 1985 et notamment sa décision no 2010-618 DC du 9 décembre 2010,  il est admis que le principe d’égalité des électeurs au regard des critères démographiques est respecté lorsque le ratio conseiller/habitant de la circonscription est compris dans une fourchette de 20 % de part et d'autre du ratio moyen conseiller/habitant du département. Pour le département du Nord, la population de référence est la population légale en vigueur au 1er janvier 2013, à savoir la population millésimée 2010, soit 2 576 770 habitants. Avec 41 cantons la population moyenne par conseiller départemental est de 62 848 habitants. Ainsi la population de chaque nouveau canton doit-elle être comprise entre 50 278 habitants et 75 418 habitants pour respecter le principe de l'égalité citoyenne au vu des critères démographiques.

## Composition actuelle

### Composition détaillée
| N° | Nom du Canton           | Bureau centralisateur   | Population 2012             | Écart /moyenne | Nombre de communes entières | Communes composant le canton |
| -- | ----------------------- | ----------------------- | --------------------------- | -------------- | --------------------------- | --- |
| 1  | Aniche                  | Aniche                  | 59 996                      | 0,95           | 26                          | Aniche, Arleux, Auberchicourt, Aubigny-au-Bac, Brunémont, Bugnicourt, Cantin, Dechy, Écaillon, Erchin, Estrées, Féchain, Férin, Fressain, Gœulzin, Guesnain, Hamel, Lécluse, Lewarde, Loffre, Marcq-en-Ostrevent, Masny, Monchecourt, Montigny-en-Ostrevent, Roucourt, Villers-au-Tertre. |
| 2  | Annœullin               | Annœullin               | 75 757                      | 1,18           | 24                          | Allennes-les-Marais, Annœullin, Aubers, La Bassée, Bauvin, Camphin-en-Carembault, Carnin, Don, Fournes-en-Weppes, Fromelles, Hantay, Herlies, Illies, Le Maisnil, Marquillies, Ostricourt, Phalempin, Provin, Radinghem-en-Weppes, Sainghin-en-Weppes, Salomé, Wahagnies, Wavrin, Wicres. |
| 3  | Anzin                   | Anzin                   | 52 618                      | 0,84           | 6                           | Anzin, Beuvrages, Bruay-sur-l'Escaut, Escautpont, Fresnes-sur-Escaut, Onnaing. |
| 4  | Armentières             | Armentières             | 64 936                      | 1,01           | 11                          | Armentières, Bois-Grenier, Capinghem, La Chapelle-d'Armentières, Deûlémont, Erquinghem-Lys, Frelinghien, Houplines, Pérenchies, Prémesques, Warneton. |
| 5  | Aulnoye-Aymeries        | Aulnoye-Aymeries        | 51 774                      | 0,82           | 39                          | Amfroipret, Audignies, Aulnoye-Aymeries, Bachant, Bavay, Bellignies, Berlaimont, Bermeries, Bettrechies, Boussières-sur-Sambre, Bry, Écuélin, Eth, Feignies, La Flamengrie, Frasnoy, Gommegnies, Gussignies, Hargnies, Hon-Hergies, Houdain-lez-Bavay, Jenlain, Leval, La Longueville, Mecquignies, Monceau-Saint-Waast, Neuf-Mesnil, Noyelles-sur-Sambre, Obies, Pont-sur-Sambre, Preux-au-Sart, Saint-Remy-Chaussée, Saint-Waast, Sassegnies, Taisnières-sur-Hon, Vieux-Mesnil, Taisnières-sur-Hon, Vieux-Mesnil, Villereau, Wargnies-le-Grand, Wargnies-le-Petit. |
| 6  | Aulnoy-lez-Valenciennes | Aulnoy-lez-Valenciennes | 52 883                      | 0,84           | 20                          | Artres, Aubry-du-Hainaut, Aulnoy-lez-Valenciennes, Bellaing, Famars, Haspres, Haulchin, Haveluy, Hérin, Maing, Monchaux-sur-Écaillon, Oisy, Petite-Forêt, Prouvy, Quérénaing, Rouvignies, La Sentinelle, Thiant, Trith-Saint-Léger, Verchain-Maugré. |
| 7  | Avesnes-sur-Helpe       | Avesnes-sur-Helpe       | 59 323                      | 0,95           | 52                          | Avesnes-sur-Helpe, Beaudignies, Beaufort, Beaurepaire-sur-Sambre, Boulogne-sur-Helpe, Bousies, Cartignies, Croix-Caluyau, Dompierre-sur-Helpe, Dourlers, Éclaibes, Englefontaine, Étrœungt, Le Favril, Floursies, Floyon, Fontaine-au-Bois, Forest-en-Cambrésis, Ghissignies, Grand-Fayt, Haut-Lieu, Hautmont, Hecq, Jolimetz, Landrecies, Larouillies, Limont-Fontaine, Locquignol, Louvignies-Quesnoy, Marbaix, Maresches, Maroilles, Neuville-en-Avesnois, Orsinval, Petit-Fayt, Poix-du-Nord, Petit-Fayt, Poix-du-Nord, Potelle, Preux-au-Bois, Prisches, Le Quesnoy, Raucourt-au-Bois, Robersart, Ruesnes, Saint-Aubin, Saint-Hilaire-sur-Helpe, Saint-Remy-du-Nord, Salesches, Semousies, Sepmeries, Taisnières-en-Thiérache, Vendegies-au-Bois, Villers-Pol. |
| 8  | Bailleul                | Bailleul                | 51 288                      | 0,8            | 23                          | Bailleul, Berthen, Boeschepe, Borre, Caëstre, Cassel, Le Doulieu, Eecke, Flêtre, Godewaersvelde, Hondeghem, Merris, Méteren, Nieppe, Oxelaëre, Pradelles, Sainte-Marie-Cappel, Saint-Jans-Cappel, Saint-Sylvestre-Cappel, Staple, Steenwerck, Strazeele, Vieux-Berquin. |
| 9  | Cambrai                 | Cambrai                 | 57 396                      | 0,9            | 27                          | Abancourt, Anneux, Aubencheul-au-Bac, Bantigny, Blécourt, Boursies, Cambrai, Cuvillers, Doignies, Escaudœuvres, Eswars, Estrun, Fontaine-Notre-Dame, Fressies, Haynecourt, Hem-Lenglet, Mœuvres, Neuville-Saint-Rémy, Paillencourt, Proville, Raillencourt-Sainte-Olle, Ramillies, Sailly-lez-Cambrai, Sancourt, Thun-l'Évêque, Thun-Saint-Martin, Tilloy-lez-Cambrai. |
| 10 | Le Cateau-Cambrésis     | Le Cateau-Cambrésis     | 52 659                      | 0,82           | 56                          | Awoingt, Banteux, Bantouzelle, Bazuel, Beaumont-en-Cambrésis, Bertry, Briastre, Busigny, Cantaing-sur-Escaut, Le Cateau-Cambrésis, Catillon-sur-Sambre, Cattenières, Caullery, Clary, Crèvecœur-sur-l'Escaut, Dehéries, Élincourt, Esnes, Flesquières, Fontaine-au-Pire, Gonnelieu, Gouzeaucourt, La Groise, Haucourt-en-Cambrésis, Honnechy, Honnecourt-sur-Escaut, Inchy, Lesdain, Ligny-en-Cambrésis, Malincourt, Marcoing, Maretz, Masnières, Maurois, Mazinghien, Montay, Mazinghien, Montay, Montigny-en-Cambrésis, Neuvilly, Niergnies, Noyelles-sur-Escaut, Ors, Pommereuil, Rejet-de-Beaulieu, Reumont, Ribécourt-la-Tour, Les Rues-des-Vignes, Rumilly-en-Cambrésis, Saint-Benin, Saint-Souplet, Séranvillers-Forenville, Troisvilles, Villers-Guislain, Villers-Outréaux, Villers-Plouich, Walincourt-Selvigny, Wambaix. |
| 11 | Caudry                  | Caudry                  | 52 156                      | 0,83           | 33                          | Avesnes-les-Aubert, Beaurain, Beauvois-en-Cambrésis, Bermerain, Béthencourt, Bévillers, Boussières-en-Cambrésis, Cagnoncles, Capelle, Carnières, Caudry, Cauroir, Escarmain, Estourmel, Haussy, Iwuy, Montrécourt, Naves, Quiévy, Rieux-en-Cambrésis, Romeries, Saint-Aubert, Saint-Hilaire-lez-Cambrai, Saint-Martin-sur-Écaillon, Saint-Python, Saint-Vaast-en-Cambrésis, Saulzoir, Solesmes, Sommaing, Vendegies-sur-Écaillon, Vertain, Viesly, Villers-en-Cauchies. |
| 12 | Coudekerque-Branche     | Coudekerque-Branche     | 50 660                      | 0,81           | 9                           | Armbouts-Cappel, Bergues, Bierne, Cappelle-la-Grande, Coudekerque-Branche, Spycker, Steene, Téteghem-Coudekerque-Village, Uxem. |
| 13 | Croix                   | Croix                   | 72 759                      | 1,16           | 5                           | Croix, Hem, Lannoy, Lys-lez-Lannoy, Wasquehal. |
| 14 | Denain                  | Denain                  | 69 660                      | 1,1            | 18                          | Abscon, Avesnes-le-Sec, Bouchain, Denain, Douchy-les-Mines, Émerchicourt, Escaudain, Hordain, Lieu-Saint-Amand, Lourches, Marquette-en-Ostrevant, Mastaing, Neuville-sur-Escaut, Noyelles-sur-Selle, Rœulx, Wasnes-au-Bac, Wavrechain-sous-Denain, Wavrechain-sous-Faulx. |
| 15 | Douai                   | Douai                   | 64 511                      | 1,03           | 7                           | Courchelettes, Cuincy, Douai, Esquerchin, Flers-en-Escrebieux, Lambres-lez-Douai, Lauwin-Planque. |
| 16 | Dunkerque-1             | Dunkerque               | 53 372                      |                | fraction Dunkerque          | Partie de la commune de Dunkerque située à l'est de la limite territoriale de la commune de Grande-Synthe et à l'ouest d'une ligne définie par l'axe des voies et limites suivantes : depuis le littoral, ligne droite dans la continuité de l'avenue de la Libération-Henry-Loorius, digue des Alliés, rue de la Plage, place Paul-Asseman, avenue de la Libération-Henry-Loorius, avenue des Bains, rue Godefroy-d'Estrades, pont Carnot, rue du 110e-Régiment-d'Infanterie, rue des Arbres, rue Jules-Hocquet, rue de l'Est, rue Benjamin-Morel, place Calonne, rue Lavoisier, rue du Sud, rue Thiers, avenue Guynemer, rue de l'Ecluse-de-Bergues, rue du Ponceau, rond-point de l'Arrière-Port, rue Belle-Vue, rue du Magasin-Général, route de l'Ile-Jeanty, quai de Mardyck, quai aux Bois, quai de la Concorde, rue du Pont-Royal, quai des Jardins, rue de la Cunette, boulevard Victor-Hugo, pont Gutenberg, jusqu'à la limite territoriale de la commune de Coudekerque-Branche. |
| 17 | Dunkerque-2             | Dunkerque               | 52 221                      |                | 4 + fraction Dunkerque      | 1° Les communes suivantes : Bray-Dunes, Ghyvelde, Leffrinckoucke, Zuydcoote. 2° La partie de la commune de Dunkerque située à l'est d'une ligne définie par l'axe des voies et limites suivantes : depuis le littoral, ligne droite dans la continuité de l'avenue de la Libération-Henry-Loorius, digue des Alliés, rue de la Plage, place Paul-Asseman, avenue de la Libération-Henry-Loorius, avenue des Bains, rue Godefroy-d'Estrades, pont Carnot, rue du 110e-Régiment-d'Infanterie, rue des Arbres, rue Jules-Hocquet, rue de l'Est, rue Benjamin-Morel, place Calonne, rue Lavoisier, rue du Sud, rue Thiers, avenue Guynemer, rue de l'Ecluse-de-Bergues, rue du Ponceau, rond-point de l'Arrière-Port, rue Belle-Vue, rue du Magasin-Général, route de l'Ile-Jeanty, quai de Mardyck, quai aux Bois, quai de la Concorde, rue du Pont-Royal, quai des Jardins, rue de la Cunette, boulevard Victor-Hugo, pont Gutenberg, jusqu'à la limite territoriale de la commune de Coudekerque-Branche. |
| 18 | Faches-Thumesnil        | Faches-Thumesnil        | 75 237                      | 1,19           | 12                          | Chemy, Emmerin, Faches-Thumesnil, Gondecourt, Haubourdin, Herrin, Houplin-Ancoisne, Noyelles-lès-Seclin, Seclin, Templemars, Vendeville, Wattignies. |
| 19 | Fourmies                | Fourmies                | 56 093                      | 0,89           | 46                          | Aibes, Anor, Avesnelles, Baives, Bas-Lieu, Beaurieux, Bérelles, Beugnies, Bousignies-sur-Roc, Cerfontaine, Choisies, Clairfayts, Colleret, Cousolre, Damousies, Dimechaux, Dimont, Eccles, Eppe-Sauvage, Felleries, Féron, Ferrière-la-Petite, Flaumont-Waudrechies, Fourmies, Glageon, Hestrud, Lez-Fontaine, Liessies, Moustier-en-Fagne, Obrechies, Ohain, Quiévelon, Rainsars, Ramousies, Recquignies, Rousies, Sains-du-Nord, Sars-Poteries, Sémeries, Solre-le-Château, Solrinnes, Trélon, Wallers-en-Fagne, Wattignies-la-Victoire, Wignehies, Willies. |
| 20 | Grande-Synthe           | Grande-Synthe           | 58 437 + fraction Dunkerque |                | 13 + fraction Dunkerque     | 1° Les communes suivantes : Bourbourg, Brouckerque, Cappelle-Brouck, Craywick, Drincham, Grande-Synthe, Grand-Fort-Philippe, Gravelines, Looberghe, Loon-Plage, Pitgam, Saint-Georges-sur-l'Aa, Saint-Pierre-Brouck. 2° La partie de la commune de Dunkerque située entre les communes de Grande-Synthe, Spycker et Loon-Plage. |
| 21 | Hazebrouck              | Hazebrouck              | 58 624                      | 0,92           | 16                          | Blaringhem, Boëseghem, Ebblinghem, Estaires, La Gorgue, Haverskerque, Hazebrouck, Lynde, Merville, Morbecque, Neuf-Berquin, Renescure, Sercus, Steenbecque, Thiennes, Wallon-Cappel. |
| 22 | Lambersart              | Lambersart              | 70 636                      | 1,12           | 8                           | Bousbecque, Comines, Lambersart, Linselles, Lompret, Quesnoy-sur-Deûle, Verlinghem, Wervicq-Sud. |
| 23 | Lille-1                 | Lille                   | 73 143                      |                | 4 + fraction Lille          | 1° Les communes suivantes : La Madeleine, Marquette-lez-Lille, Saint-André-lez-Lille, Wambrechies. 2° La partie de la commune de Lille située au nord d'une ligne définie par l'axe des voies et limites suivantes : depuis la limite territoriale de la commune de Saint-André-lez-Lille, cours du canal de la Deûle, boulevard de la Liberté, square Daubenton, rue Macquart, square Dutilleul, rue de Tenremonde, place Maurice-Schumann, rue Thiers, rue Esquermoise, place du Général-de-Gaulle, rue des Sept-Agaches, place du Théâtre, boulevard Carnot, rue des Canonniers, rue des Urbanistes, jusqu'à la limite territoriale de la commune de La Madeleine. |
| 24 | Lille-2                 | Lille                   | 70 237                      |                | 3 + fraction Lille          | 1° Les communes suivantes : Bondues, Marcq-en-Barœul, Mouvaux. 2° La partie de la commune de Lille située au nord d'une ligne définie par l'axe des voies et limites suivantes : depuis la limite territoriale de la commune de La Madeleine, rue du Ballon, rue du Bois, rue Gassendi, rue Le Verrier, rue Saint-Luc, rue Jules-Vallès, pont Thiers, jusqu'à la limite territoriale de la commune de Mons-en-Barœul. |
| 25 | Lille-3                 | Lille                   | 70 329                      |                | 1 + fraction Lille          | 1° La commune suivante : Mons-en-Barœul. 2° La partie de la commune de Lille située au sud et à l'est d'une ligne définie par l'axe des voies et limites suivantes : depuis la limite territoriale de la commune de Mons-en-Barœul, pont Thiers, rue Jules-Vallès, rue Saint-Luc, rue Le Verrier, rue Gassendi, rue du Bois, rue du Ballon, limite territoriale de la commune de La Madeleine, boulevard Louis-Pasteur, pont de Flandres, rue Javary, rue du Cheminot-Coquelin, boulevard du Président-Hoover, boulevard Paul-Painlevé, ligne droite dans le prolongement du boulevard Paul-Painlevé, voie rapide urbaine, autoroute A 25, jusqu'à la limite territoriale de la commune de Ronchin. |
| 26 | Lille-4                 | Lille                   | 68 245                      |                | 2 + fraction Lille          | 1° Les communes suivantes : Lezennes, Ronchin. 2° La partie de la commune de Lille située à l'intérieur du périmètre défini par l'axe des voies et limites suivantes : depuis la limite territoriale de la commune de Ronchin, autoroute A 25, voie rapide urbaine, ligne droite dans le prolongement du boulevard Paul-Painlevé, boulevard Paul-Painlevé, boulevard du Président-Hoover, rue du Cheminot-Coquelin, rue Javary, pont de Flandres, boulevard Louis-Pasteur, pont de Karkhof, rue de Luxembourg, pont d'Erfurt, boulevard Louis-Pasteur jusqu'à la limite territoriale de la commune de La Madeleine, rue des Urbanistes, rue des Canonniers, boulevard Carnot, place du Théâtre, rue des Sept-Agaches, place du Général-de-Gaulle, rue Esquermoise, rue Thiers, place Maurice-Schumann, rue de Tenremonde, square Dutilleul, rue Macquart, square Daubenton, boulevard Vauban, rue de Solférino, place de Sébastopol, rue des Postes, rue Brûle-Maison, rue d'Artois, boulevard Victor-Hugo, place Barthélemy-Dorez, rue du Faubourg-des-Postes, autoroute A 25, rue de Jussieu, ligne de chemin de fer, jusqu'à la limite territoriale de la commune de Ronchin. |
| 27 | Lille-5                 | Lille                   | 71 869                      |                | fraction Lille              | 1° La partie de la commune de Lille située à l'est d'une ligne définie par l'axe des voies et limites suivantes : depuis la limite territoriale de la commune de Loos, autoroute A 25, boulevard de la Moselle, boulevard de Lorraine, avenue Léon-Jouhaux, cours du canal de la Deûle, avenue de Soubise, passerelle Edmond-Ory, jusqu'à la limite territoriale de la commune de Lambersart. 2° La partie de la commune de Lille située à l'ouest d'une ligne définie par l'axe des voies et limites suivantes : depuis la limite territoriale de la commune de Saint-André-lez-Lille, cours du canal de la Deûle, boulevard de la Liberté, square Daubenton, boulevard Vauban, rue de Solférino, place de Sébastopol, rue des Postes, rue Brûle-Maison, rue d'Artois, boulevard Victor-Hugo, place Barthélemy-Dorez, rue du Faubourg-des-Postes, autoroute A 25, rue de Jussieu, ligne de chemin de fer, jusqu'à la limite territoriale de la commune de Ronchin. |
| 28 | Lille-6                 | Lille                   | 73 048                      |                | 9 + fraction Lille          | 1° Les communes suivantes : Beaucamps-Ligny, Englos, Ennetières-en-Weppes, Erquinghem-le-Sec, Escobecques, Hallennes-lez-Haubourdin, Loos, Santes, Sequedin. 2° La partie de la commune de Lille non incluse dans les cantons de Lille-1, Lille-2, Lille-3, Lille-4 et Lille-5. |
| 29 | Marly                   | Marly                   | 61 782                      | 0,99           | 17                          | Condé-sur-l'Escaut, Crespin, Curgies, Estreux, Hergnies, Marly, Odomez, Préseau, Quarouble, Quiévrechain, Rombies-et-Marchipont, Saint-Aybert, Saultain, Sebourg, Thivencelle, Vicq, Vieux-Condé. |
| 30 | Maubeuge                | Maubeuge                | 65 467                      | 1,04           | 14                          | Assevent, Bersillies, Bettignies, Boussois, Élesmes, Ferrière-la-Grande, Gognies-Chaussée, Jeumont, Louvroil, Mairieux, Marpent, Maubeuge, Vieux-Reng, Villers-Sire-Nicole. |
| 31 | Orchies                 | Orchies                 | 53 350                      | 0,85           | 16                          | Aix, Anhiers, Auby, Auchy-lez-Orchies, Beuvry-la-Forêt, Bouvignies, Coutiches, Faumont, Flines-lez-Raches, Landas, Nomain, Orchies, Râches, Raimbeaucourt, Roost-Warendin, Saméon. |
| 32 | Roubaix-1               | Roubaix                 | 72 178                      |                | fraction Roubaix            | Partie de la commune de Roubaix située à l'ouest d'une ligne définie par l'axe des voies et limites suivantes : depuis la limite territoriale de la commune de Wattrelos, cours du canal de Roubaix, pont Nyckés, boulevard Gambetta, rue Pierre-de-Roubaix, boulevard de Mulhouse, boulevard de Reims, boulevard de Lyon, place du Travail, boulevard de Fourmies, place Charles-Louis-Spriet, avenue Linné, rue Léon-Marlot, avenue Alfred-Motte, jusqu'à la limite territoriale de la commune de Hem. |
| 33 | Roubaix-2               | Roubaix                 | 73 391                      |                | 2 + fraction Roubaix        | 1° Les communes suivantes : Leers, Wattrelos. 2° La partie de la commune de Roubaix non incluse dans le canton de Roubaix-1. |
| 34 | Saint-Amand-les-Eaux    | Saint-Amand-les-Eaux    | 58 673                      | 0,93           | 19                          | Bousignies, Brillon, Bruille-Saint-Amand, Château-l'Abbaye, Flines-lès-Mortagne, Hasnon, Hélesmes, Lecelles, Maulde, Millonfosse, Mortagne-du-Nord, Nivelle, Raismes, Rosult, Rumegies, Saint-Amand-les-Eaux, Sars-et-Rosières, Thun-Saint-Amand, Wallers. |
| 35 | Sin-le-Noble            | Sin-le-Noble            | 70 220                      | 1,12           | 15                          | Bruille-lez-Marchiennes, Erre, Fenain, Hornaing, Lallaing, Marchiennes, Pecquencourt, Rieulay, Sin-le-Noble, Somain, Tilloy-lez-Marchiennes, Vred, Wandignies-Hamage, Warlaing, Waziers. |
| 36 | Templeuve-en-Pévèle     | Templeuve-en-Pévèle     | 73 871                      | 1,15           | 32                          | Anstaing, Attiches, Avelin, Bachy, Baisieux, Bersée, Bourghelles, Bouvines, Camphin-en-Pévèle, Cappelle-en-Pévèle, Chéreng, Cobrieux, Cysoing, Ennevelin, Fretin, Genech, Gruson, Lesquin, Louvil, Mérignies, Moncheaux, Mons-en-Pévèle, Mouchin, La Neuville, Péronne-en-Mélantois, Pont-à-Marcq, Sainghin-en-Mélantois, Templeuve-en-Pévèle, Thumeries, Tourmignies, Tressin, Wannehain. |
| 37 | Tourcoing-1             | Tourcoing               | 66 105                      |                | 3 + fraction Tourcoing      | 1° Les communes suivantes : Halluin, Neuville-en-Ferrain, Roncq. 2° La partie de la commune de Tourcoing située à l'ouest d'une ligne définie par l'axe des voies et limites suivantes : depuis la limite territoriale de la commune de Neuville-en-Ferrain, rue Robert-Schuman, rue Marcel-Beyens, rue du Roitelet, chaussée Gramme, chaussée Fernand-Forest, rue Francis-de-Pressensé, rue des Maraîchers, rue des Phalempins, rue de la Latte, rue de Roncq, rue Jean-Jaurès, rue de la Fin-de-la-Guerre, rue du Repos, square de l'Abattoir, rue Jean-Froissart, rue de Paris, rond-point de la route départementale 770, jusqu'à la limite territoriale de la commune de Mouvaux. |
| 38 | Tourcoing-2             | Tourcoing               | 71 018                      |                | fraction Tourcoing          | Partie de la commune de Tourcoing non incluse dans le canton de Tourcoing-1. |
| 39 | Valenciennes            | Valenciennes            | 54 051                      | 0,86           | 2                           | Saint-Saulve, Valenciennes. |
| 40 | Villeneuve-d'Ascq       | Villeneuve-d'Ascq       | 72 530                      | 1,16           | 5                           | Forest-sur-Marque, Sailly-lez-Lannoy, Toufflers, Villeneuve-d'Ascq, Willems. |
| 41 | Wormhout                | Wormhout                | 52 712                      | 0,83           | 45                          | Arnèke, Bambecque, Bavinchove, Bissezeele, Bollezeele, Broxeele, Buysscheure, Crochte, Eringhem, Esquelbecq, Hardifort, Herzeele, Holque, Hondschoote, Houtkerque, Hoymille, Killem, Lederzeele, Ledringhem, Merckeghem, Millam, Nieurlet, Noordpeene, Ochtezeele, Oost-Cappel, Oudezeele, Quaëdypre, Rexpoëde, Rubrouck, Saint-Momelin, Socx, Steenvoorde, Terdeghem, Volckerinckhove, Warhem, Watten, Wemaers-Cappel, West-Cappel, Winnezeele, Wormhout, Wulverdinghe, Wylder, Zegerscappel, Zermezeele, Zuytpeene. |
|    |                         |                         | 2 587 128                   |                | 648                         | |

### Répartition par arrondissement
Contrairement à l'ancien découpage où chaque canton était inclus à l'intérieur d'un seul arrondissement, le nouveau découpage territorial s'affranchit des limites des arrondissements. Certains cantons peuvent être composés de communes appartenant à des arrondissements différents. Ce n'est le cas d'aucun canton dans le département du Nord.
Le tableau suivant présente la répartition par arrondissement :
| N° | Canton                  | Avesnes-sur-Helpe | Cambrai | Douai | Dunkerque               | Lille                  | Valenciennes | Total                   |
| -- | ----------------------- | ----------------- | ------- | ----- | ----------------------- | ---------------------- | ------------ | ----------------------- |
| 1  | Aniche                  |                   |         | 26    |                         |                        |              | 26                      |
| 2  | Annœullin               |                   |         |       |                         | 24                     |              | 24                      |
| 3  | Anzin                   |                   |         |       |                         |                        | 6            | 6                       |
| 4  | Armentières             |                   |         |       |                         | 11                     |              | 11                      |
| 5  | Aulnoye-Aymeries        | 39                |         |       |                         |                        |              | 39                      |
| 6  | Aulnoy-lez-Valenciennes |                   |         |       |                         |                        | 20           | 20                      |
| 7  | Avesnes-sur-Helpe       | 52                |         |       |                         |                        |              | 52                      |
| 8  | Bailleul                |                   |         |       | 23                      |                        |              | 23                      |
| 9  | Cambrai                 |                   | 27      |       |                         |                        |              | 27                      |
| 10 | Le Cateau-Cambrésis     |                   | 56      |       |                         |                        |              | 56                      |
| 11 | Caudry                  |                   | 33      |       |                         |                        |              | 33                      |
| 12 | Coudekerque-Branche     |                   |         |       | 9                       |                        |              | 9                       |
| 13 | Croix                   |                   |         |       |                         | 5                      |              | 5                       |
| 14 | Denain                  |                   |         |       |                         |                        | 18           | 18                      |
| 15 | Douai                   |                   |         | 7     |                         |                        |              | 7                       |
| 16 | Dunkerque-1             |                   |         |       | fraction Dunkerque      |                        |              | fraction Dunkerque      |
| 17 | Dunkerque-2             |                   |         |       | 4 + fraction Dunkerque  |                        |              | 4 + fraction Dunkerque  |
| 18 | Faches-Thumesnil        |                   |         |       |                         | 12                     |              | 12                      |
| 19 | Fourmies                | 46                |         |       |                         |                        |              | 46                      |
| 20 | Grande-Synthe           |                   |         |       | 13 + fraction Dunkerque |                        |              | 13 + fraction Dunkerque |
| 21 | Hazebrouck              |                   |         |       | 16                      |                        |              | 16                      |
| 22 | Lambersart              |                   |         |       |                         | 8                      |              | 8                       |
| 23 | Lille-1                 |                   |         |       |                         | 4 + fraction Lille     |              | 4 + fraction Lille      |
| 24 | Lille-2                 |                   |         |       |                         | 3 + fraction Lille     |              | 3 + fraction Lille      |
| 25 | Lille-3                 |                   |         |       |                         | 1 + fraction Lille     |              | 1 + fraction Lille      |
| 26 | Lille-4                 |                   |         |       |                         | 2 + fraction Lille     |              | 2 + fraction Lille      |
| 27 | Lille-5                 |                   |         |       |                         | fraction Lille         |              | fraction Lille          |
| 28 | Lille-6                 |                   |         |       |                         | 9 + fraction Lille     |              | 9 + fraction Lille      |
| 29 | Marly                   |                   |         |       |                         |                        | 17           | 17                      |
| 30 | Maubeuge                | 14                |         |       |                         |                        |              | 14                      |
| 31 | Orchies                 |                   |         | 16    |                         |                        |              | 16                      |
| 32 | Roubaix-1               |                   |         |       |                         | fraction Roubaix       |              | fraction Roubaix        |
| 33 | Roubaix-2               |                   |         |       |                         | 1 + fraction Roubaix   |              | 1 + fraction Roubaix    |
| 34 | Saint-Amand-les-Eaux    |                   |         |       |                         |                        | 19           | 19                      |
| 35 | Sin-le-Noble            |                   |         | 15    |                         |                        |              | 15                      |
| 36 | Templeuve-en-Pévèle     |                   |         |       |                         | 32                     |              | 32                      |
| 37 | Tourcoing-1             |                   |         |       |                         | 3 + fraction Tourcoing |              | 3 + fraction Tourcoing  |
| 38 | Tourcoing-2             |                   |         |       |                         | fraction Tourcoing     |              | fraction Tourcoing      |
| 39 | Valenciennes            |                   |         |       |                         |                        | 2            | 2                       |
| 40 | Villeneuve-d'Ascq       |                   |         |       |                         | 5                      |              | 5                       |
| 41 | Wormhout                |                   |         |       | 45                      |                        |              | 45                      |
|    |                         | 151               | 116     | 64    | 111                     | 124                    | 82           | 648                     |

### Découpage par arrondissement depuis2015
Liste des 41 cantons du département français du Nord, par arrondissement :
- Arrondissement d'Avesnes-sur-Helpe (4 cantons - sous-préfecture : Avesnes-sur-Helpe) :
Aulnoye-Aymeries - Avesnes-sur-Helpe - Fourmies - Maubeuge

- Arrondissement de Cambrai (3 cantons - sous-préfecture : Cambrai) :
Cambrai - Le Cateau-Cambrésis - Caudry

- Arrondissement de Douai (4 cantons - sous-préfecture : Douai) :
Aniche - Douai - Orchies - Sin-le-Noble

- Arrondissement de Dunkerque (7 cantons - sous-préfecture : Dunkerque) :
Bailleul - Coudekerque-Branche - Dunkerque-1 - Dunkerque-2 - Grande-Synthe - Hazebrouck - Wormhout

- Arrondissement de Lille (17 cantons - préfecture : Lille) :
Annœullin - Armentières - Croix - Faches-Thumesnil - Lambersart - Lille-1 - Lille-2 - Lille-3 - Lille-4 - Lille-5 - Lille-6 - Roubaix-1 - Roubaix-2 - Templeuve-en-Pévèle - Tourcoing-1 - Tourcoing-2 - Villeneuve-d’Ascq

- Arrondissement de Valenciennes (6 cantons - sous-préfecture : Valenciennes) :
Anzin - Aulnoy-lez-Valenciennes - Denain - Marly - Saint-Amand-les-Eaux - Valenciennes